# Coelostoma gentilii
Coelostoma gentilii – gatunek chrząszcza z rodziny kałużnicowatych i podrodziny Sphaeridiinae. Występuje w Chinach.

## Taksonomia
Gatunek ten opisali po raz pierwszy Jia Fenglong, Paul Aston i Martin Fikáček w 2014 roku. Jako miejsce typowe wskazano Most Przyjaźni w Zhangmu w chińskim Tybecie, na pograniczu z Nepalem. Epitet gatunkowy nadano na cześć Elio Gentiliego, włoskiego koleopterologa.
W obrębie rodzaju Coelostoma gatunek ten zaliczany jest do podrodzaju Lachnocoelostoma, który w Chinach reprezentują również C. bifidum, C. coomani, C. hajeki, C. hongkongense, C. horni, C. huangi, C. jaculum, C. jaechi, C. phallicum, C. phototropicum, C. tangliangi, C. transcaspicum, C. turnai, C. vagum oraz C. wui.

## Morfologia
Chrząszcz o owalnym, silnie wysklepionym ciele długości około 4,3 mm i szerokości około 3 mm. Ubarwiony jest czarno z brązowymi brzegami bocznymi przedplecza, żółtawymi do rudobrązowych narządami gębowymi i czułkami, ciemnorudymi udami i goleniami, żółtawymi stopami oraz rudym owłosieniem spodu ciała. Głowa, przedplecze i pokrywy mają wierzch punktowany gęsto i umiarkowanie grubo, przy czym boki pokryw punktowane są silniej i punkty te tworzą tam szeregi. Czułki buduje dziewięć członów i wieńczy luźno zestawiona buławka. Tarczka jest niewiele dłuższa niż szeroka, punktowana tak jak przedplecze. Odnóża mają w tyle ud głębokie bruzdy do chowania goleni. Uda środkowej pary są gęsto owłosione, tylnej zaś rzadko punktowane i gęsto mikrorzeźbione. Żeberka na środku przedpiersia są umiarkowanie rozwinięte i formują ostry, kolcowaty wyrostek przednio-środkowy. Wyrostek śródpiersia jest wyniesiony i ma kształt grotu strzały. Środkowa część zapiersia jest mocno wyniesiona i szeroko wnika między biodra środkowej pary, łącząc się z wyrostkiem śródpiersia. Odwłok jest na spodzie gęsto owłosiony. Pierwszy z widocznych jego sternitów (wentryt) ma żeberko pośrodkowe widoczne tylko na samej nasadzie. Piąty z wentrytów ma wierzchołkową krawędź prawie ściętą i z lekkim wykrojeniem. Genitalia samca mają długi na 0,83 mm edeagus z dość szerokim płatem środkowym o niemal ściętym szczycie. Poprzecznie owalny gonopor położony jest w jego części środkowej. Nieco dłuższe niż płat środkowy paramery są na powierzchniach zewnętrznych w wierzchołkowej ćwiartce wyraźnie zafalowane, a na szczytach ścięte i zaopatrzone w skierowany do wewnątrz silny ząbek.

## Występowanie
Owad ten jest znany tylko z miejsca typowego na pograniczu Tybetu i Nepalu.